# インディ・ジョーンズ/最後の聖戦
『インディ・ジョーンズ／最後の聖戦』（インディ・ジョーンズ/さいごのせいせん、原題：Indiana Jones and the Last Crusade）は、1989年に公開されたアメリカ合衆国の映画。製作総指揮のジョージ・ルーカスによる原案を基に、スティーヴン・スピルバーグが監督を務めた。出演はハリソン・フォード、ショーン・コネリー、アリソン・ドゥーディ、ジュリアン・グローヴァー、リヴァー・フェニックスなど。考古学者のインディアナ・ジョーンズが父親と共に、ナチス・ドイツ軍との争奪戦を繰り広げながら聖杯を探すアクション・アドベンチャー作品であると共に、少年時代のインディアナも登場しそのルーツが明かされる。「インディ・ジョーンズ」シリーズの第3作である。
全世界で4億7,430万ドルの興行収入を記録し、批評的にも興行的にも成功を収めた。第62回アカデミー賞では音響編集賞を受賞。2008年には、続編の『インディ・ジョーンズ/クリスタル・スカルの王国』が公開された。

## ストーリー
1912年。ボーイスカウトの活動でユタ州の荒野を訪れたインディは、洞窟で盗掘団がコロナドの十字架を発掘したところを目撃する。歴史的価値から博物館に納めるべきと考えたインディは、隙を見て十字架を奪い取る。盗掘団からの逃亡中、乗り移ったサーカス団の荷物を運ぶ列車にて蛇だらけの箱に落ちる、ライオンの檻に落ちてしまいムチで制しようとするが顎に傷を負ってしまうといったアクシデントに見舞われるものの、自宅へ逃げ帰ることに成功した。だが、保安官に盗掘団がインディの方が窃盗を行ったとして訴えていたため、十字架は奪われてしまった。盗掘団のリーダーはインディに「今日はお前の負けだ」と告げるも、その根性を認めて自身のフェドーラ帽をプレゼントするのだった。
時は流れ舞台は1938年。嵐の船上で大立ち回りの末コロナドの十字架を取り返した冒険家にして考古学教授として多忙な日々を過ごすインディに、大富豪ドノバンから相談が持ちかけられる。イエス・キリストの聖杯の所在を示す重大な遺物である石板を手に入れたが、欠けているため一部の内容が不明なままだった。そして残りの情報を調べていた調査隊の隊長が行方不明になり、それを探して欲しいというのだ。
最初は渋っていたインディだったが、その行方不明になった隊長というのが自分の父、ヘンリー・ジョーンズであると聞き、仕方なく依頼を承諾。ところが帰宅すると、室内が激しく荒らされていた。郵便で大学宛てに届いたばかりの父の聖杯手帳が狙われたと直感したインディは、父の友人であるブロディと共に、父が最後に消息を絶ったヴェネツィアに向かった。
そこで父の同僚エルザ・シュナイダーと合流。かつて教会だった図書館の地下で聖杯騎士の墓所を見付け、聖杯捜しの鍵となる伝承が完全な形で刻まれた楯を発見し、写しを取るが、謎の男たちに襲われる。彼らは聖杯を守護する十字剣兄弟団で、父がオーストリアのブルンワルド城に閉じこめられていることを聞かされたインディはエルザと共に救出に向かう。城は親衛隊の拠点と化していた。幽閉された父との再会も束の間、エルザの裏切りによりインディは親子共々捕まり、手帳も奪われてしまう。
捕えられたインディたちの前にドノバンが現れる。彼は実はナチスに協力して聖杯を探していたのだった。ドノバンは手帳を調べるが、聖杯の在処を記した地図のページは破り取られ、ブロディに渡された後だった。トルコへ向かったブロディは、出迎えたサラーの目前でナチの男たちにさらわれてしまう。インディ親子は拘束されるものの何とか脱出に成功する。
インディ親子は危険を冒してベルリンに向かい、エルザから手帳を取り戻す。アメリカへ向かう飛行船便に乗ったインディ親子だったが、ナチの追っ手が迫ったため船上で小型機に乗り換え、戦闘機から襲われた末にようやく追手を振り切る。インディ親子はサラーと合流し、ヴェネツィアで発見した楯の情報に従ってアレクサンドレッタへ赴く。彼らはナチに捕えられたブロディを救出するため、聖杯の在処へ続く三日月の谷へ向かう。しかし戦車を擁するナチスの一行に発見されて迎撃を受け、そこに十字剣兄弟団が介入する混乱の中、逆にヘンリーが捕えられてしまう。インディは苦闘の末ヘンリーとブロディを救出し、戦車を崖に落として辛くも生還する。
聖杯が隠された遺跡に辿り着いたインディ一行だが、先に到着していたドノバン一行に見つかってしまう。遺跡の罠を突破できずにいたドノバンは、ヘンリーに重傷を負わせてインディに聖杯を取ってくるよう強要する。彼は手帳に記されていた手掛かりを元に、3つの罠を辛くも突破して聖杯の間に到達し、聖杯の力で数百年間を生きてきた聖杯の騎士と相まみえる。
続いてドノバンたちも到着するが、部屋には多くの杯があり、騎士は本物の聖杯をみずから選び出さねばならないと告げる。ドノバンはエルザが選んだ杯で水を飲むが、それは偽物であり、呪いによりドノバンは見る見る干からびて死亡する。その後インディは本物の聖杯を選ぶことに成功し、聖杯の力でヘンリーを回復させる。
しかし、聖杯に目が眩んだエルザが越えてはならない境界を越えてしまったため、遺跡の崩壊が始まる。エルザは床の割れ目に落ちそうになるところを間一髪インディが手を掴むものの、落ちた聖杯を取ることに執着したために、遂に割れ目の奥深くに落ち、帰らぬ人となる。インディも同じように聖杯を持ち帰ろうとして窮地に陥るが、ヘンリーに諭されてあきらめ、帰還に成功する。インディから「冒険を通して何を見つけたか」を尋ねられたヘンリーは「輝き（Illumination）」と答えた。

## 登場人物
インディアナ・ジョーンズ
演 - ハリソン・フォード
主人公。アメリカ人で有名な考古学者にして無類の冒険家。
家庭を顧みず聖杯探索にのめり込んでいた父親とは確執があるが情は持っており、聖杯探索中に行方不明になった父親を探すべく冒険に立ち上がる。
父親に本名の「ジュニア（ヘンリー・ジョーンズ Jr.）」と呼ばれており、これを嫌がっている。
インディアナ・ジョーンズ（少年時代）
演 - リヴァー・フェニックス
12歳頃のインディ。この頃から正義感が強く行動力に富んでいた。
ボーイスカウト活動の最中、コロナドの十字架の盗掘現場を目撃。十字架を博物館に収めるべく盗掘団と争うが、最後は出し抜かれる形で敗北した。
ヘンリー・ジョーンズ・シニア
演 - ショーン・コネリー
インディの父親で、同じく考古学教授。専門分野は中世文学。
聖杯探索の第一人者。これまでの聖杯研究はすべて自身の手帳に記録しており、その手帳を狙うナチスに捕らわれる。
書斎派で平和主義な考えを持つ。修羅場を何度もくぐるようになるまでは、戦いで相手を殺すことがあるインディと異なり殺人は忌避していたが、いざという時の機転は息子に通じる。
聖杯研究に没頭した影響で妻の病に気づかず死なせてしまった過去があり、その事からインディとは確執を持っていた。妻は彼に理解があり、病を隠していたそうであるが、一方で本人曰く「まだ現役」とのことでエルザに一時惹かれ、その結果エルザがナチスのスパイだと気づいたと語る。
信心深い性格で、インディが神を冒涜するような発言をした時は叱責している。
エルザ・シュナイダー
演 - アリソン・ドゥーディ
今作のヒロイン。オーストリア人の考古学者で、ヘンリーの助手を務めていた。
知的な美女だが、平常心に欠ける一面があり、聖杯についても学術的な興味以上に物欲的な方が優っている。そのことが後述の惨劇を招き、そして自分の末路へも繋がってしまった。
聖杯を手にいれるためにナチスと手を結んでいるが、ナチズムにはあまり共感しておらず、ナチスの焚書を目のあたりにして涙を流す場面もあった。
聖杯を見つけたことで興奮したが、それにより見境なく動いたことで作動したトラップにより、発生した地面の裂け目に落ちかけたところをインディが救おうとするが、同じく落ちかけている聖杯に目がくらんだ結果、奈落の底へと落ちていった。
ウォルター・ドノバン
演 - ジュリアン・グローヴァー
アメリカの大富豪で、ブロディの博物館のスポンサー。
ヘンリーやインディにキリストの聖杯捜索を依頼したが、その正体はナチ党員であり、聖杯を手に入れ「永遠の生命」を得ようと画策していた。
冷酷な男で、作中では「ツボのために母を売る」とまで言われる。
エルザが（未必の故意により）誤って選んだ偽の聖杯で水を試飲したところ、呪いから急速に体が老化して干からび、最期は骨となって粉々に砕けて死亡した。
マーカス・ブロディ
演 - デンホルム・エリオット
大学の副学部長でインディの上司。博物館の館長でもある。
ヘンリーとは学生時代からの旧友でインディのことも気にかけている。ナチスに捕まってしまうがジョーンズ父子に助けられる。
シリーズ第1作とは異なり、自分の博物館で迷うほど方向音痴であるなど抜けた性格が強調され、ヘンリーとインディから裏で「間抜けな男」と呼ばれることもあった。
サラー
演 - ジョン・リス＝デイヴィス
インディの友人で、エジプトの発掘王。シリーズ第1作に引き続き、インディらに協力する。
演じたジョン・リス＝デイヴィスによると、サラーはシリーズ第1作から本作の間で発掘業をやめており、骨董屋を営んでいたため少し裕福になったという設定があるという。
エルンスト・フォーゲル
演 - マイケル・バーン
ナチス親衛隊大佐で、聖杯捜索隊指揮官。
エルザやドノバンと組みインディ親子を追い捕縛する。インディとの戦車上での一騎討ちの末、戦車もろとも崖から転落死した。
カジム
演 - ケヴォルク・マリキャン
十字剣兄弟団のリーダー。先祖代々から聖杯の秘密を約千年にわたり守っている。
聖杯の秘密に近づくインディを襲撃するも、最後は話し合いで和解。その後、聖杯を探すドノバン一行を仲間と襲った際に、迎撃されたことで死亡した。
フェドーラ（ガース）
演 - リチャード・ヤング
盗掘団のリーダー。
コロナドの十字架を掠め取った若きインディを追い回すも逃してしまう。その根性を認めるかのように逃げ去るインディを見つめて笑った。結局は取り返すものの彼の勇気を褒め、自分の被っていた帽子をプレゼントした。後にこれが彼のトレードマークとなった。フェドーラの格好も現在のインディと通ずるものがあり、若き日のインディが大きな影響を受けたことがうかがえる。
アドルフ・ヒトラー
演 - マイケル・シェアード
群衆の中でドイツ陸軍将校に変装したインディと偶然遭遇。目の前で立ちすくんだインディを見て信奉者の1人だと思い、手に持っていた聖杯手帳を取り上げてサインをした。
実際のヒトラーは左利きだが、作中では右手でサインを書いている。

## キャスト
| 役名                 | 俳優                     | 日本語吹き替え                                           | 日本語吹き替え | 日本語吹き替え | 日本語吹き替え                    | 日本語吹き替え                             |
| 役名                 | 俳優                     | ソフト版1                                                | フジテレビ版   | 日本テレビ版   | テレビ朝日版                      | ソフト版2                                  |
| -------------------- | ------------------------ | -------------------------------------------------------- | -------------- | -------------- | --------------------------------- | ------------------------------------------ |
| インディ・ジョーンズ | ハリソン・フォード       | 村井国夫                                                 | 玄田哲章       | 村井国夫       | 磯部勉                            | 内田直哉                                   |
| ヘンリー・ジョーンズ | ショーン・コネリー       | 宮川洋一                                                 | 若山弦蔵       | 若山弦蔵       | 坂口芳貞                          | 銀河万丈                                   |
| インディ（少年時代） | リヴァー・フェニックス   | 山口健                                                   | 草尾毅         | 鳥海勝美       | 岩永哲哉                          | 加藤木賢志                                 |
| エルザ・シュナイダー | アリソン・ドゥーディ     | 幸田直子                                                 | 小山茉美       | 塩田朋子       | 小山茉美                          | 田村聖子                                   |
| ウォルター・ドノバン | ジュリアン・グローヴァー | 大木民夫                                                 | 前田昌明       | 小林勝彦       | 小林修                            | 佐々木梅治                                 |
| マーカス・ブロディ   | デンホルム・エリオット   | 村越伊知郎                                               | 富山敬         | 内田稔         | 石森達幸                          | 有本欽隆                                   |
| サラー               | ジョン・リス＝デイヴィス | 笹岡繁蔵                                                 | 緒方賢一       | 飯塚昭三       | 島香裕                            | 遠藤純一                                   |
| フォーゲル大佐       | マイケル・バーン         | 寺島幹夫                                                 | 阪脩           | 青野武         | 仁内建之                          | 金尾哲夫                                   |
| カジム               | ケヴォルク・マリキャン   | 小島敏彦                                                 | 麦人           | 千田光男       | 仲野裕                            | 新垣樽助                                   |
| フェドラ             | リチャード・ヤング       | 津田英三                                                 | 中村秀利       | 大塚明夫       | 田原アルノ                        | 滝知史                                     |
| 老騎士               | ロバート・エディソン     | 北村弘一                                                 | 北村弘一       | 納谷悟朗       | 大木民夫                          | 佐々木敏                                   |
| パナマ・ハット       | ポール・マクスウェル     | 加藤正之                                                 | 塚田正昭       | 小山武宏       | 水野龍司                          | 中村浩太郎                                 |
| ハーマン             | J・J・ハーディ           | 桜井敏治                                                 | 露崎照久       | 桜井敏治       | 桜井敏治                          | 田内裕一                                   |
| ロスコー             | ブラッドリー・グレッグ   | 荒川太郎                                                 | 堀内賢雄       | 石野竜三       | 古田信幸                          |                                            |
| ハーフ・ブリード     | ジェフ・オハコ           | 笹岡繋蔵                                                 | 梁田清之       | 星野充昭       |                                   |                                            |
| サルタン             | アレクセイ・セイル       | 加藤正之                                                 | 石森達幸       | 青森伸         | 石森達幸                          | 遠藤純一                                   |
| 保安官               | マーク・マイルズ         | 小島敏彦                                                 | 麦人           | 秋元羊介       | 稲葉実                            | 松井範雄                                   |
| アイリーン           | ジュリー・エクルズ       |                                                          | 亀井芳子       | 堀越真己       |                                   | 木下紗華                                   |
| 執事                 | ヴァーノン・ドブチェフ   | 北村弘一                                                 | 塚田正昭       | 中庸助         |                                   | 佐々木睦                                   |
| ドノバン夫人         | イズラ・ブレア           |                                                          | 滝沢久美子     | 磯辺万沙子     |                                   | 小幡あけみ                                 |
| 役不明又はその他     | N/A                      | 石田彰 増山可穂 本多郁子 山川敦子 好村俊子 田口昂 速見圭 |                | 横田みはる     | 宝亀克寿 滝沢ロコ 星野充昭 大川透 | 木下尚紀 酒巻光宏 鈴木賢 藤堂真衣 安西英美 |

- ソフト版1：1990年4月27日発売のVHSに初収録。音声仕様はステレオ。
  - ビデオリリース時に吹き替え版が製作されたのはシリーズ初で、日本テレビ製作でない吹き替えでハリソン・フォードを村井国夫が吹き替える初めての例でもある。
  - 数年後、前2作もハリソン＝村井の配役を踏まえ新規製作されている。
  - 以降のメディア（DVD・BD）にも収録。BDにはソフト版2との区別のため「2.0ch音声版」表記で収録された[4]。ディズニープラス、Paramount+、WOWOWオンデマンドの配信にも使用。
- フジテレビ版：初回放送1993年4月3日『ゴールデン洋画劇場』21:03-23:35 ※音声仕様はモノラル。
  - 『007』シリーズへのオマージュとしてキャスティングされたショーン・コネリーに、実際に同シリーズでコネリー演ずるジェームズ・ボンドの吹き替えを務めた若山弦蔵が起用された初のバージョンである。
- 日本テレビ版：初回放送1994年4月1日『金曜ロードショー』21:03-23:34 ※本編ノーカット。音声仕様はモノラル。
  - 村井と若山の両名が共演した唯一の吹き替えであることから、ファンからの人気が高い[5]。
  - 一時、初回放送時のノーカット版マスターテープは権利元が紛失していたものの[注釈 3][6]、2017年に制作会社の倉庫から発見され、同年12月21日にシネフィルWOWOWにて久々のノーカット放送が実現した[5]。
- テレビ朝日版：初回放送1998年1月4日『日曜洋画劇場』21:02-23:09 ※音声仕様はモノラル。
  - 2002年11月10日の再放送時、一部を同一キャストで追加録音して放送。
- ソフト版2：2012年9月14日発売のBD「インディ・ジョーンズ コンプリート・アドベンチャーズ」に初収録。音声仕様は5.1chサラウンド。
  - 収録に先行し、2009年7月20日にWOWOW191chでのテレビ放送（12:30-14:37）で初公開された[7]。
  - ソフト版1との区別のため「5.1ch音声版」表記で収録され[4]、以降のメディアにも収録。ディズニープラスとParamount+、WOWOWオンデマンドを除く各種配信にも使用。

## スタッフ
- 監督：スティーヴン・スピルバーグ
- 製作：ロバート・ワッツ
- 製作総指揮：ジョージ・ルーカス、フランク・マーシャル
- 原案：ジョージ・ルーカス、メノ・メイエス
- 脚本：ジェフリー・ボーム
- 撮影：ダグラス・スローカム
- 特撮：ILM
- 編集：マイケル・カーン
- 音楽：ジョン・ウィリアムズ
- 美術・プロダクションデザイン：エリオット・スコット
- 衣装デザイン：アンソニー・パウエル

### 日本語版
- 字幕：戸田奈津子

| 吹き替え       | ソフト版1                | フジテレビ版 | 日本テレビ版      | テレビ朝日版 | ソフト版2         |
| -------------- | ------------------------ | ------------ | ----------------- | ------------ | ----------------- |
| 演出           | 中野寛次                 | 山田悦司     | 佐藤敏夫          | 伊達康将     | 福永莞爾          |
| 翻訳           | 島伸三                   | 木原たけし   | 木原たけし        | 岩本令       | 島伸三 山門珠美   |
| 調整           | 小野敦志                 | 熊倉亨       | 熊倉亨            | 高久孝雄     | 阿部直子          |
| 効果           | N/A                      |              | リレーション      | リレーション | N/A               |
| 録音           |                          |              | 東北新社スタジオ  |              | 東北新社スタジオ  |
| 制作進行       | 岩渕昇                   |              | 神部宗之 菊地由香 |              | 梅原潤一 植田剛司 |
| プロデューサー |                          |              | 垂水保貴 門屋大輔 | 圓井一夫     |                   |
| 制作           | 東北新社                 | 東北新社     | 東北新社          | 東北新社     | 東北新社          |
| 制作           | CICビクター パラマウント | フジテレビ   | 日本テレビ        | テレビ朝日   | パラマウント      |

## 地上波テレビ放送履歴
- 備考欄に「〇」表記の場合は本編ノーカット放送。
- 視聴率はビデオリサーチ調べ。関東地区でのデータ。

| 回数 | 放送日         | 放送時間    | 放送分数 | 放送局     | 番組枠             | 吹替         | 視聴率 | 備考       | 出典   |
| ---- | -------------- | ----------- | -------- | ---------- | ------------------ | ------------ | ------ | ---------- | ------ |
| 1    | 1993年4月3日   | 21:03-23:35 | 152分    | フジテレビ | ゴールデン洋画劇場 | フジテレビ版 |        |            |        |
| 2    | 1994年4月1日   | 21:03-23:34 | 151分    | 日本テレビ | 金曜ロードショー   | 日本テレビ版 | 22.9%  | 〇         |        |
| 3    | 1996年3月29日  | 21:03-23:14 | 131分    | 日本テレビ | 金曜ロードショー   | 日本テレビ版 | 18.4%  |            |        |
| 4    | 1998年1月4日   | 21:02-23:09 | 127分    | テレビ朝日 | 日曜洋画劇場       | テレビ朝日版 | 18.6%  |            |        |
| 5    | 2000年4月14日  | 21:03-23:14 | 131分    | 日本テレビ | 金曜ロードショー   | 日本テレビ版 | 18.4%  |            | [ 8 ]  |
| 6    | 2001年5月26日  | 21:00-23:24 | 144分    | フジテレビ | ゴールデン洋画劇場 | フジテレビ版 | 15.9%  |            |        |
| 7    | 2002年11月10日 | 21:00-22:54 | 114分    | テレビ朝日 | 日曜洋画劇場       | テレビ朝日版 | 15.9%  |            |        |
| 8    | 2004年8月1日   | 21:30-23:24 | 114分    | テレビ朝日 | 日曜洋画劇場       | テレビ朝日版 | 15.3%  | [ 注釈 5 ] |        |
| 9    | 2008年6月15日  | 21:00-22:54 | 114分    | テレビ朝日 | 日曜洋画劇場       | 日本テレビ版 | 17.1%  |            |        |
| 10   | 2011年1月15日  | 21:00-23:10 | 130分    | フジテレビ | 土曜プレミアム     | フジテレビ版 | 12.1%  |            |        |
| 11   | 2014年12月29日 | 25:40-27:35 | 115分    | テレビ朝日 | 朝まで洋画劇場     | 日本テレビ版 |        | [ 注釈 6 ] | [ 9 ]  |
| 12   | 2017年11月11日 | 21:00-23:10 | 130分    | フジテレビ | 土曜プレミアム     | ソフト版2    | 9.8%   |            | [ 10 ] |
| 13   | 2021年10月1日  | 21:00-23:29 | 149分    | 日本テレビ | 金曜ロードショー   | 日本テレビ版 | 9.2%   | 〇         | [ 11 ] |
| 14   | 2023年6月23日  | 21:00-23:29 | 149分    | 日本テレビ | 金曜ロードショー   | 日本テレビ版 | 7.3%   | 〇         | [ 12 ] |

## 4K/Blu-ray/DVD
パラマウント ジャパンより4K Ultra HD、Blu-ray Disc、DVDが発売。NBCユニバーサルが販売。
4K Ultra HD、Blu-rayは村井国夫版（2.0ch）、内田直哉版（5.1ch）ともに収録。
DVDは村井国夫版（2.0ch）のみ収録。
- 4K
  - インディ・ジョーンズ 4ムービーコレクション 40th アニバーサリー・エディション 4K Ultra HD + ブルーレイ　品番：PJXF-1470　発売日：2021年6月23日
  - インディ・ジョーンズ 最後の聖戦 4K Ultra HD+ブルーレイ　品番：PJXF-1567　発売日：2023年6月7日

- Blu-ray
  - インディ・ジョーンズ 最後の聖戦　品番：PBH-113997　発売日：2013年12月20日
  - インディ・ジョーンズ 最後の聖戦 スチールケース仕様(数量限定)　品番：PBXC-113997　発売日：2015年6月10日
  - インディ・ジョーンズ 最後の聖戦　品番：PJXF-1034　発売日：2016年7月22日
- DVD
  - インディ・ジョーンズ 最後の聖戦　品番：PPA-113997　発売日：2008年6月6日
  - インディ・ジョーンズ 最後の聖戦　品番：PJBF-1110　発売日：2016年7月22日

## 製作

### 企画

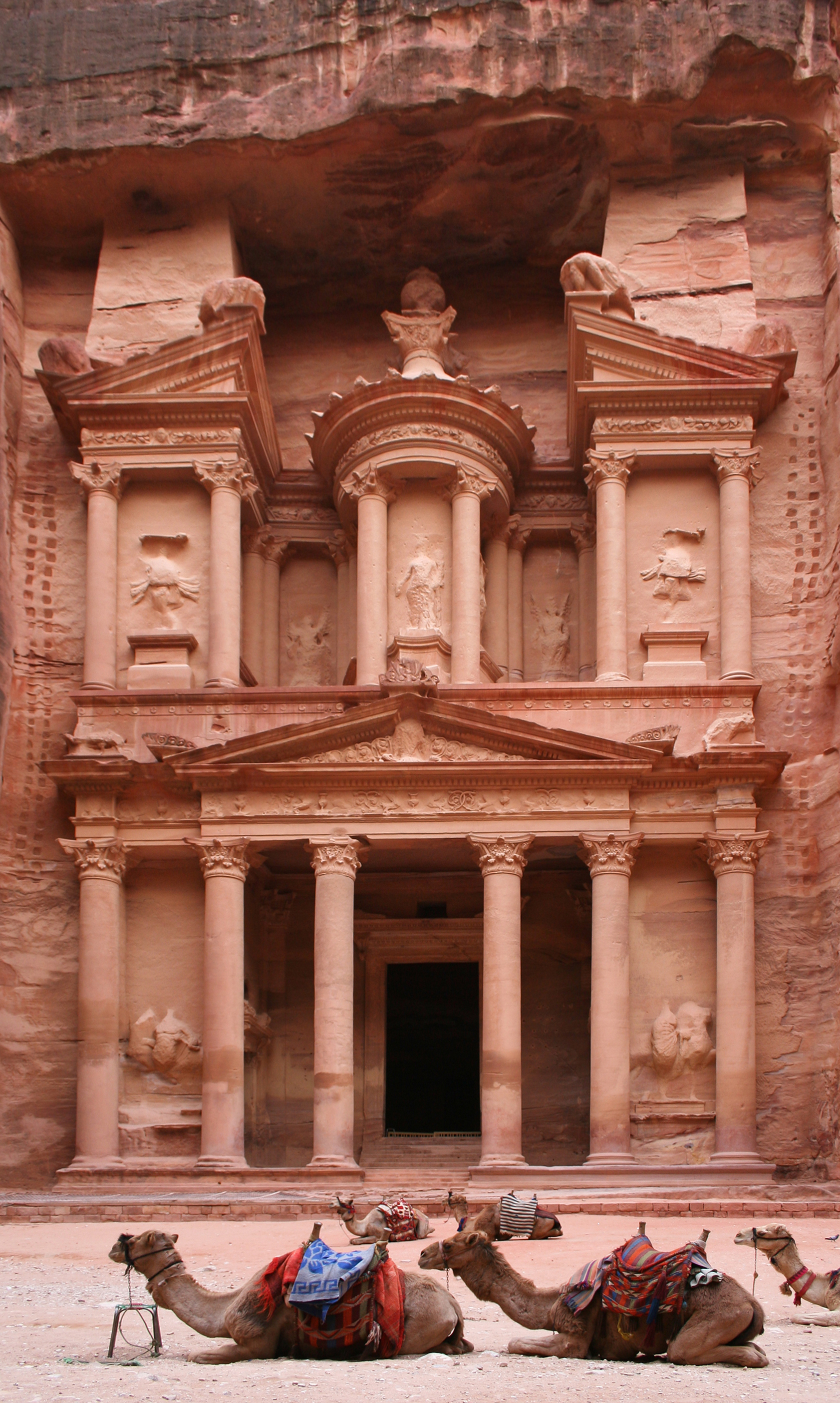
聖杯のある神殿として使われたエル・カズネ

シリーズ第1作『レイダース/失われたアーク《聖櫃》』の製作時、既にシリーズを三部作にする構想を持っていたジョージ・ルーカスは監督のスティーヴン・スピルバーグにもそれを伝えており、企画は早い段階から動いていた。
ルーカスフィルムと配給のパラマウント・ピクチャーズでは「シリーズは5作製作する」と発表したこともあったが、シリーズ第2作『魔宮の伝説』が『レイダース』と比べ微妙な評価だったことを受け、スピルバーグはルーカスの構想通りシリーズを三部作で終わらせることを決意。その影響で、彼はオファーのあった『ビッグ』と『レインマン』の監督を辞退した。
『魔宮の伝説』が必要以上に暗い作風になったことを後悔したルーカスとスピルバーグは、本作を『レイダース』のようなエネルギッシュな楽しい作品に戻すことを考えた。それにより、マーカス・ブロディとサラーの再登場も決定した。なお、スピルバーグは三部作を完成させることは別として、本作を監督する理由の1つに「2番目の映画でのキャラクターの扱いに対してファンに謝罪すること」があったという。

### 脚本
1984年9月、ルーカスは『Indiana Jones and the Monkey King（直訳:インディ・ジョーンズと孫悟空）』と題した8ページのアイデア草稿を完成。ここでは、インディがアフリカで若返りの泉を見つける前に、スコットランドで幽霊と戦うという話だった。その後、スピルバーグがプロデュースした『グレムリン』、『グーニーズ』などに参加したクリス・コロンバスが脚本として参加。1985年5月、コロンバスによって「桃源郷を舞台とする」「ピグミーや三船敏郎のような海賊を登場させる」などのアイデアを含む脚本草案が完成したが、スピルバーグとルーカスが共に「今の私達がやりたい題材ではない」と思ったことや「この内容だと4か月間アフリカでロケをする必要があるが、年をとったしそれは大変だろう」とスピルバーグが感じたことから、それらのアイデアを全て放棄しコロンブスも降板となった。なお、この脚本は1997年にインターネット上に流出しており、印刷ミスで日付が1995年となっていたことから、多くの人はこれがシリーズ第4作『クリスタル・スカルの王国』の草案と勘違いしたという。
その後、スピルバーグはインディの父親であるヘンリー・ジョーンズを登場させることを思いつく。1986年1月、スピルバーグ監督の『カラーパープル』と『太陽の帝国』に参加したメノ・メイエスが雇われた。約1年をかけ、メイエスによって大まかなストーリーが完成。その後スピルバーグは、ジェフリー・ボームにそのストーリーの改訂を依頼する。ボームは、ルーカスと2週間をかけて物語を作り直し、最終的な映画とほぼ同じ内容の脚本を完成させた。この時、ボアムはルーカスに「これがシリーズの3作目であるという事実を踏まえると、前2作のように宝物を手に入れるだけで終わるわけにはいかない」「以前の映画ではキャラクター描写が十分でないと感じた」と、父と息子の関係を聖杯の探求より重要な要素にすることを提案したという。
聖杯を物語の題材にすることはルーカスのアイデアである。ただし、これに関してスピルバーグは当初「観客は『モンティ・パイソン・アンド・ホーリー・グレイル』を連想してしまうのではないか」と心配したという。
会話場面における台詞の考案には、トム・ストッパードがノンクレジットで参加。スピルバーグは「トムは会話のすべての行に関わり、ほとんどの責任も負っています」と語っている。
映画のオープニングをどうするか悩んだ際、ルーカスはインディの少年時代をプロローグとして描くというアイデアを思いつく。ボアムも、インディのキャラクターを深く掘り、観客に現在のインディ・ジョーンズ像がどのように誕生したかを見せたいと考えていたことからこれに賛成した。スピルバーグは当初「子供が登場する映画を作りたくない」とこれに反対したが、最後はルーカスの説得により同意した。

### キャスティング

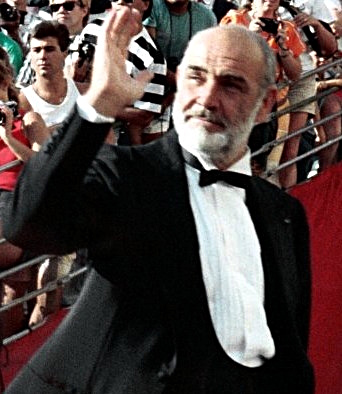
ショーン・コネリー（1988年）

インディの父親であるヘンリー・ジョーンズ役に関して、このシリーズは元々スピルバーグが「007」シリーズのような作品を作りたいとルーカスに話したことがきっかけで作られた作品であり、スピルバーグは「インディ・ジョーンズの父親を演じれるのは、初代ジェームズ・ボンドであるショーン・コネリー以外はありえない」と考えていた。そのため、第二候補にグレゴリー・ペックが挙がったりはしたものの、真っ先に役はコネリーに依頼された。コネリーは当初、インディ役のフォードとの実際の年齢差は12歳であることからオファーを受けるか悩んだが、脚本を気に入ったことで最終的に受諾した。
インディの少年時代を演じたリヴァー・フェニックスは、『モスキート・コースト』で共演したフォードによる「活躍していた若手俳優の中で、最も自分と似ていると感じた」との推薦で起用された。
老騎士役は、ルーカスがコネリー起用前にヘンリー・ジョーンズ役としてイメージしていたローレンス・オリヴィエが候補に挙がったが、病気のため実現せず、オリヴィエは公開された1989年に死去した。
シリーズ常連とも言うべき大柄の俳優パット・ローチは今作ではゲシュタポ役で姿を見せている。また、シリーズ第一作でトートを演じたロナルド・レイシーは、台詞やクレジットは無しだがハインリヒ・ヒムラー役で出演している。また、シリーズ第一作冒頭のペルーの荷役夫役のテッド・グロスマンが保安官役で登場した。

### 撮影
本作は、比較的ロケ撮影が多い。
主要撮影は、1988年5月16日にスペインのタベルナス砂漠で始まった。

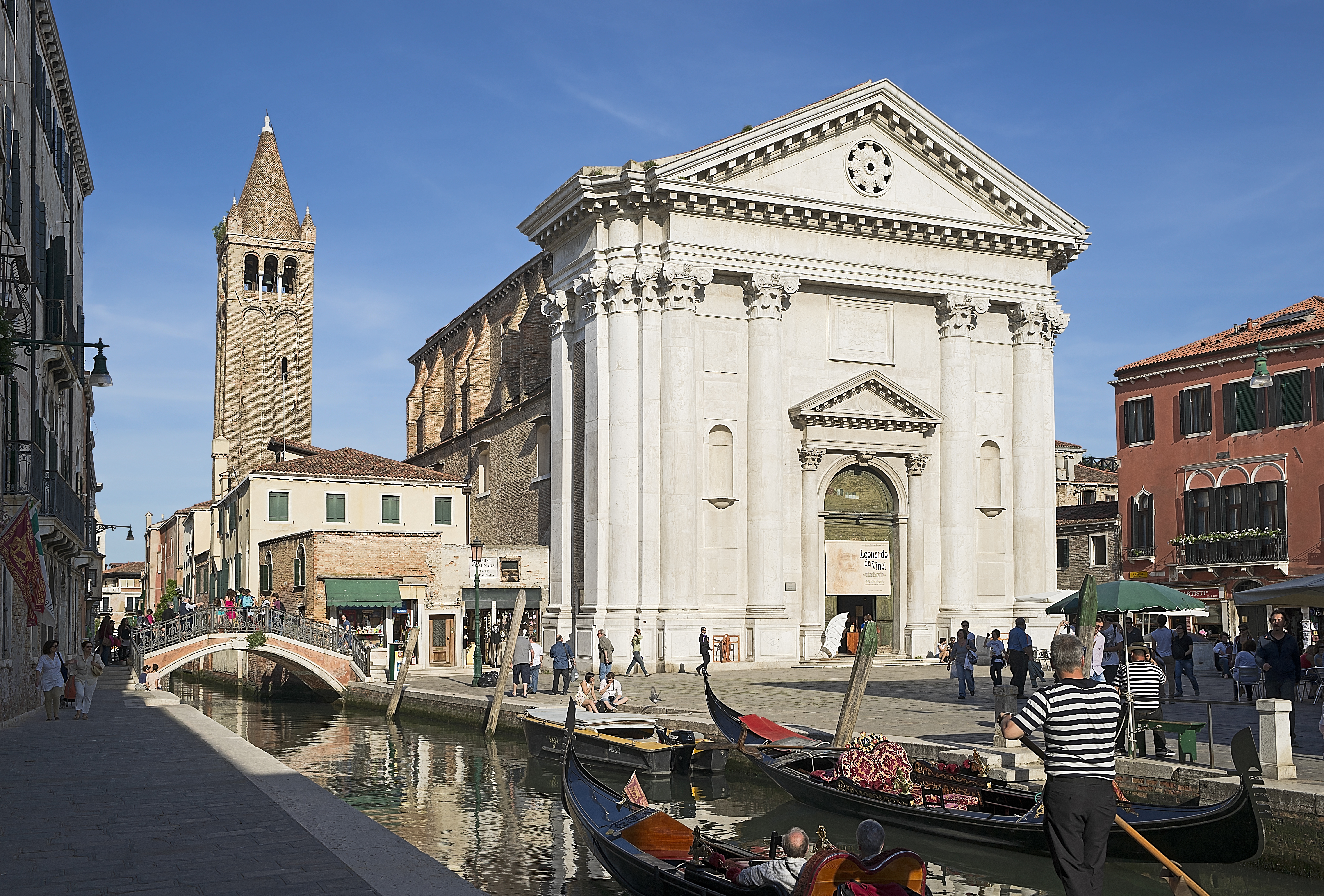
ベニスのサン バルナバ教会

ベニスでの撮影は1日で済ましており、午前中に観光客を制限し行われた。撮影監督のダグラス・スローカムによると、撮影する建物に設置されたテレビ放送を受信するアンテナが見えないようカメラを配置することに苦労したという。図書館の外観には、サン＝バルナバ教会が使われた。
ブルンヴァルト城の外観は、西ドイツ（当時）のビュレスハイム城で撮影された。なお、映画では城の一部をマットペイントで拡張している。城の内部は、イギリスのエルストリー・スタジオで行われた。
聖杯のある神殿は、ヨルダンのペトラ遺跡にあるエル・カズネを使用し撮影された。3日をかけて行った撮影はヨルダン政府が全面協力しており、フセイン国王とヌール王妃が子どもを連れて毎日見学に訪れたという。スピルバーグは後に「ヨルダンでの協力は素晴らしかった」「彼らは私たちに国を開放し、私たちをとても歓迎してくれました」と振り返っている。
少年時代のインディの場面は、メサ・ヴェルデ国立公園で撮影する予定だったが、居住する先住民が宗教的な理由から反対を受け、最終的にユタ州のアーチーズ国立公園で撮影された。また、撮影には登場しないフォードも立ち会いフェニックスの役作りを助けており、フェニックスは「映画の冒頭、ほんの10分の場面だが、撮影はとても楽しかった」と語っている。
プロローグでの蒸気船の戦いは、エルストリー・スタジオに構築された（18x12メートル）のセットで3日をかけて撮影され、それぞれ300インペリアルガロン（1363リットル）の水を使用した。
インディ親子によるバイクのチェイスシーンは、スピルバーグが撮影フィルムを編集中に「思ったほどアクションが少ない」と感じたことから、急遽追加撮影されたものである。撮影は、タマルパイス山とルーカスフィルム本社の敷地内にあるスカイウォーカーランチで行われた。

### 特撮
ドノバンの最期は特殊メイク、アニマトロニクスとモーフィングを組み合わせて描写された。CGI使用はシリーズ初となる。
日本公開に合わせNHKスペシャルでスカイウォーカーランチ（ルーカスの製作拠点）を取材した「スピルバーグとルーカス　映像帝国の革命児たち」が放送された。スカイウォーカー・サウンドのスタジオで膨大な数のオープンリールテープからシンクラヴィアまで用いた音響効果編集作業をベン・バートが実演するほか、ILMにおける作業にも触れており、モーション・コントロール・カメラの入力作業と当時現役だったフィルムの光学プリンターが映り、飛行機で逃げるジョーンズ父子の空中戦はブルースクリーンを背景にビスタビジョンカメラで撮影。当時マットペインティング・アーティストとしてILMに入って間もなく本作、および同年公開の『バック・トゥ・ザ・フューチャー PART2』、『ゴーストバスターズ2』にも関わった上杉裕世もインタビューを受け、製作中の断崖のマット画（シリーズ恒例となった）に手を入れる様子を見せている。
カタコンベが炎に包まれるシーンはネズミの大群が炎から逃げるため必死で泳ぐ姿が念頭に置かれており、模型飛行機のようなゴム動力のスクリューを付けたネズミの模型が沢山作られた。ちなみにネズミの鳴き声はニワトリの鳴き声にピッチを上げるなどの加工を施して作られたものである。なお、炎を使う場面以外のネズミは本物が多く、1000匹を用意する予定が発注先のサービスで最終的に約5000匹が用意・撮影された。

### エピソード
インディ役のハリソン・フォードは実際にあごに傷がある。この特徴を活かし、リヴァー・フェニックスが演じる少年時代のインディが、ムチを使いあごを自傷することで、のちのインディ（ハリソン）と同じようにしている。DVDに収録しているインタビューによると、この傷は、実際に20代の頃に自動車事故で負ったものとのこと。また同じように特徴を活かし終盤で、インディが本物の聖杯（木製）を探し当て「イエスは大工だった!」とも言っている。実はハリソンも、下積みの頃に大工をしている。
ショーン・コネリーは、出演が決まるとヘンリーというキャラクター像の再構築を開始。コネリーの意見から脚本やヘンリーの人物設定に修正が加えられ、後にフォードは「彼が脚本に深く入り込み、キャラクターも変わったことは私にとって驚くべきことでした。脚本執筆段階にあったジョージへの彼の提案は、キャラクターと映像へオリジナル脚本をはるかに超える重厚さと価値を与えました」と語った。コネリーは、自身が学生時代に歴史を学んでいたこともあり深く役を研究し、後に「ヘンリー・ジョーンズを一種のリチャード・フランシス・バートンとして演じたかった」とコメントしている。また、コネリーの「ヘンリーは息子に匹敵するべき存在」との考えから、当初より冒険的な一面が強調された。スピルバーグには「インディがしたことは私のキャラクターがしたことであり、私のキャラクターはそれをよりうまくやる人物だ」と語ったという。
インディがヘンリーにエルザ・シュナイダーが何故ナチスであることを知っていたかを尋ねるシーンがあるが、ここでヘンリーが「（彼女が）寝言を言ったから」と答えるのはコネリーのアドリブである。ただし、最初のテイクは出演者やスタッフが床に崩れるほど爆笑したためNGとなり、撮り直しが行われた。
パーティーを抜け出しドノバンが初登場する場面での、パーティーで流れていたピアノの伴奏は「ダースベイダーのテーマ」である。
ナチス・ドイツの焚書の場面で使われたナチスの衣装はほとんどが本物である。これは当時、ドイツで大量に発見された予備の制服を衣装デザイナーのアンソニー・パウエルが入手したことで可能になったという。
ドノバンの妻役イスラ・ブレアは、ドノバン役のジュリアン・グローヴァーの実の妻である。

## 評価
コネリーは、ヘンリー・ジョーンズ役が生涯で一番好きな役だと語っている。引退後にあったシリーズ4作目への出演オファーを辞退した際には「隠居生活から私を映画に引き戻せるとすれば『インディ・ジョーンズ』しかないだろう」とかなり悩んでの辞退だったことを明かしている。
スピルバーグは、本作について後に「映画のほとんどの時間、最高の気分でした」と語っている。特に、ショーン・コネリーとハリソン・フォードの共演が思い出深かったといい「2人の間には最高の化学反応があります。それはスクリーンマジックで本当の輝きとなりました」「ショーンとハリソンがセットに到着したとき、誰もが静かになり敬意を表した. この2人は王のようなもので、税金を取り恐れられる暴君でなく、生活をより良くしてくれる愛する王様なのです」と語った。

### 影響
ロケ撮影が行われたペトラは、公開後に世界的に著名な観光名所となり、公開前は年間数千人だった観光客が、公開後は年間約100万人にのぼるにまで成長した。

### 受賞・ノミネート
| 賞           | 部門               | 対象                                                            | 結果       | 出典   |
| ------------ | ------------------ | --------------------------------------------------------------- | ---------- | ------ |
| アカデミー賞 | 作曲賞             | ジョン・ウィリアムズ                                            | ノミネート | [ 36 ] |
| アカデミー賞 | 録音賞             | ベン・バート ゲイリー・サマーズ ショーン・マーフィ トニー・ダウ | ノミネート | [ 36 ] |
| アカデミー賞 | 音響効果編集賞     | リチャード・ハイムンス ベン・バート                             | 受賞       | [ 36 ] |
| サターン賞   | ファンタジー映画賞 | N/A                                                             | ノミネート | [ 37 ] |
| サターン賞   | 主演男優賞         | ハリソン・フォード                                              | ノミネート | [ 37 ] |
| サターン賞   | 脚本賞             | ジェフリー・ボーム                                              |            | [ 37 ] |
| サターン賞   | 衣装デザイン賞     | アンソニー・パウエル ジョアンナ・ジョンストン                   | ノミネート | [ 37 ] |

## 続編
この作品を最後にハリソン・フォード主演のインディ・ジョーンズシリーズは休止していたが、19年後の2008年に続編として『インディ・ジョーンズ/クリスタル・スカルの王国』が製作された（ルーカスフィルムとパラマウントはシリーズ開始時に全5作の映画化契約を交わしている）。